# Pulchroboletus roseoalbidus
Pulchroboletus roseoalbidus är en sopp i familjen Boletaceae

## Förekomst
Pulchroboletus roseoalbidus bildar ektomykorrhiza med ekar. Den förekommer i Medelhavsområdet från Bulgarien och Grekland (Israel?) till Spanien.

## Kännetecken
Pulchroboletus roseoalbidus är en liten sopp, hatten blir 1-5(7) cm i diameter. Hatthuden är ljus med rosa toner, rodnar med åldern och blånar inte vid beröring. Porerna är gula, blir olivfärgade av sporer och blånar vid beröring. Foten är gulaktig, blånar inte vid beröring, saknar ådernät, men har ofta en typisk smal ring av grova mörkare fjäll strax under hatten. Köttet är gulaktigt, ljusare i hatten och blånar intensivt i snittytor. Utan typisk lukt eller smak.

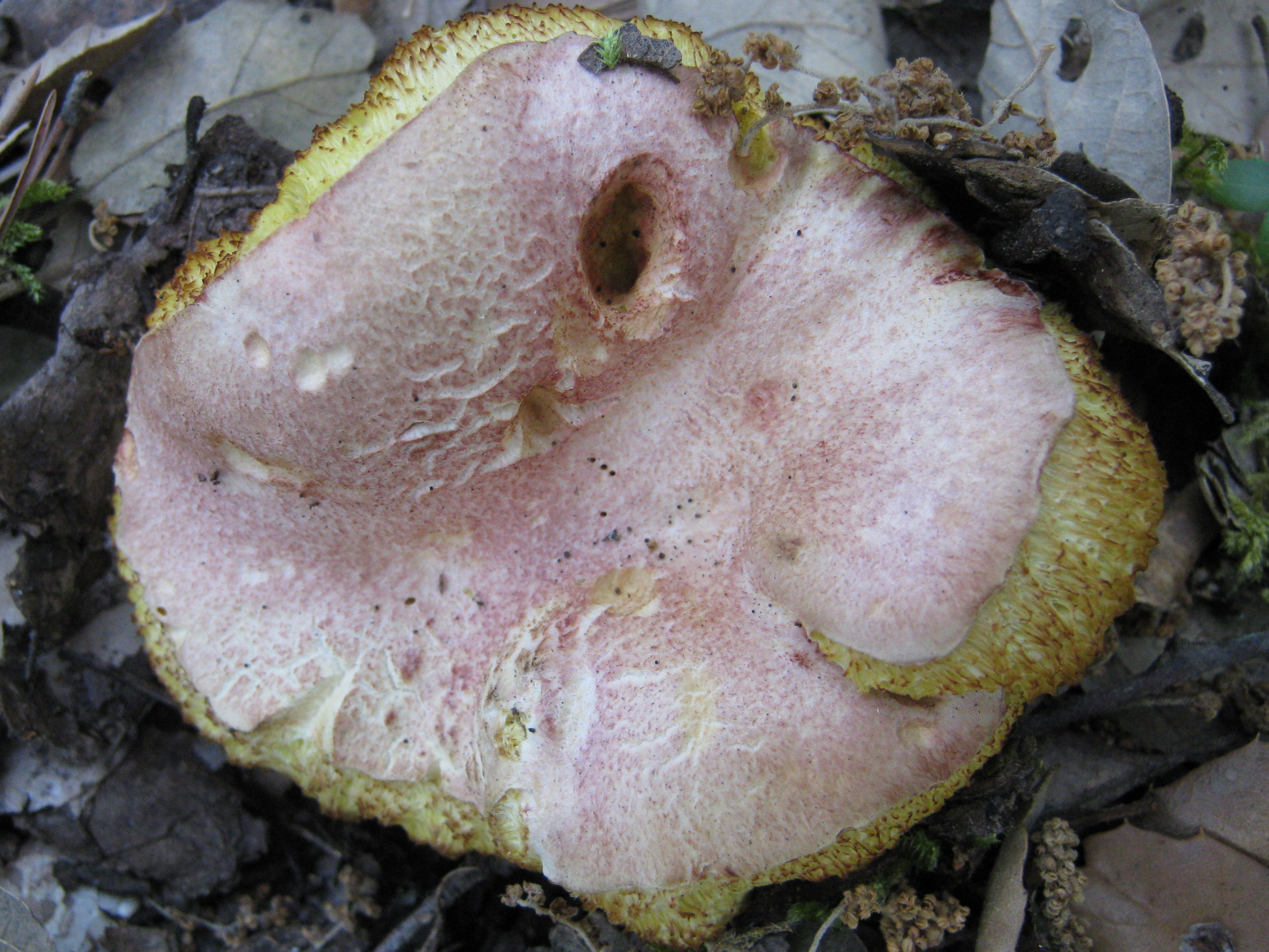
Skär hatthud.
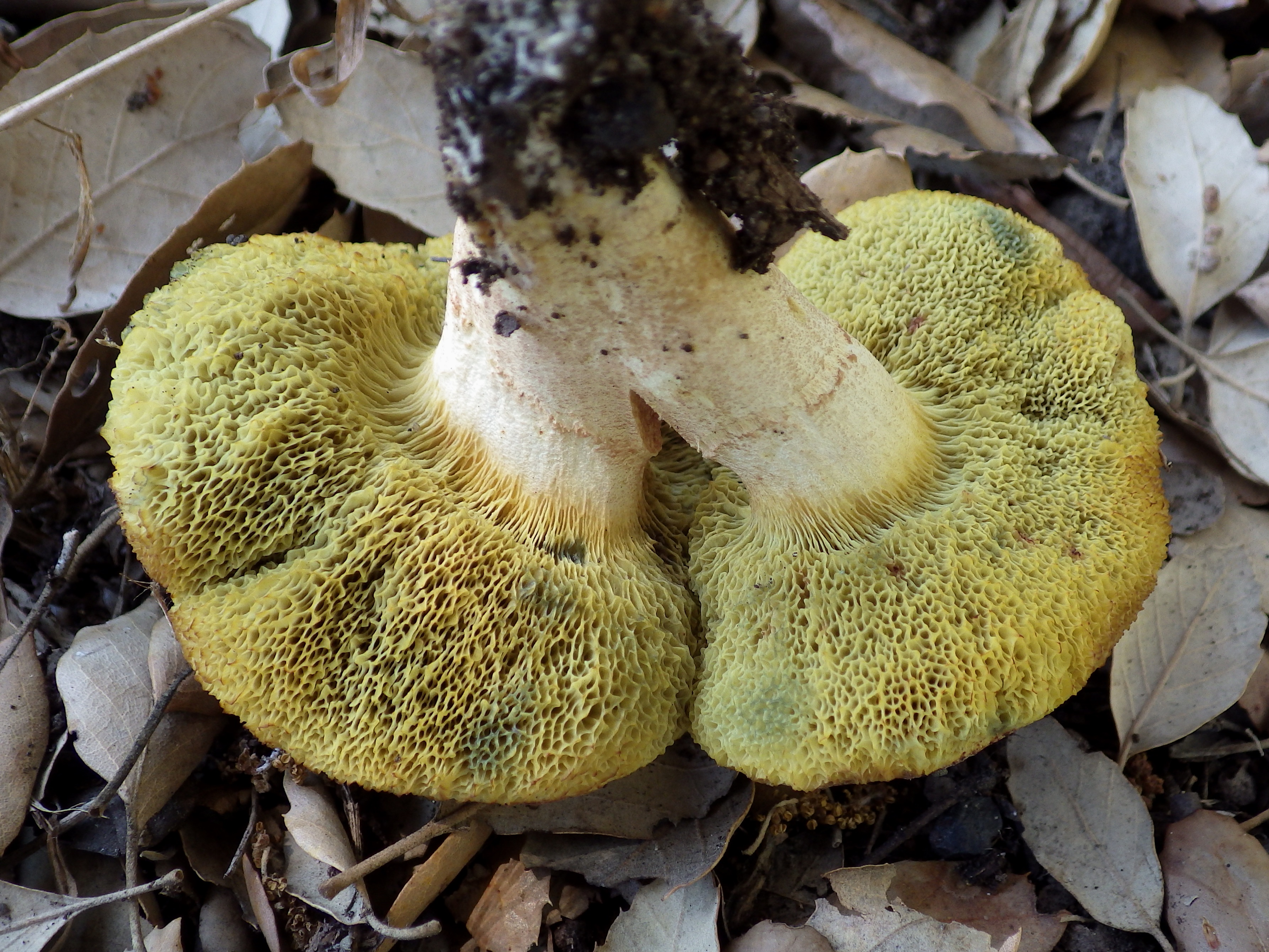
Notera den smala brunaktiga ringen på foten
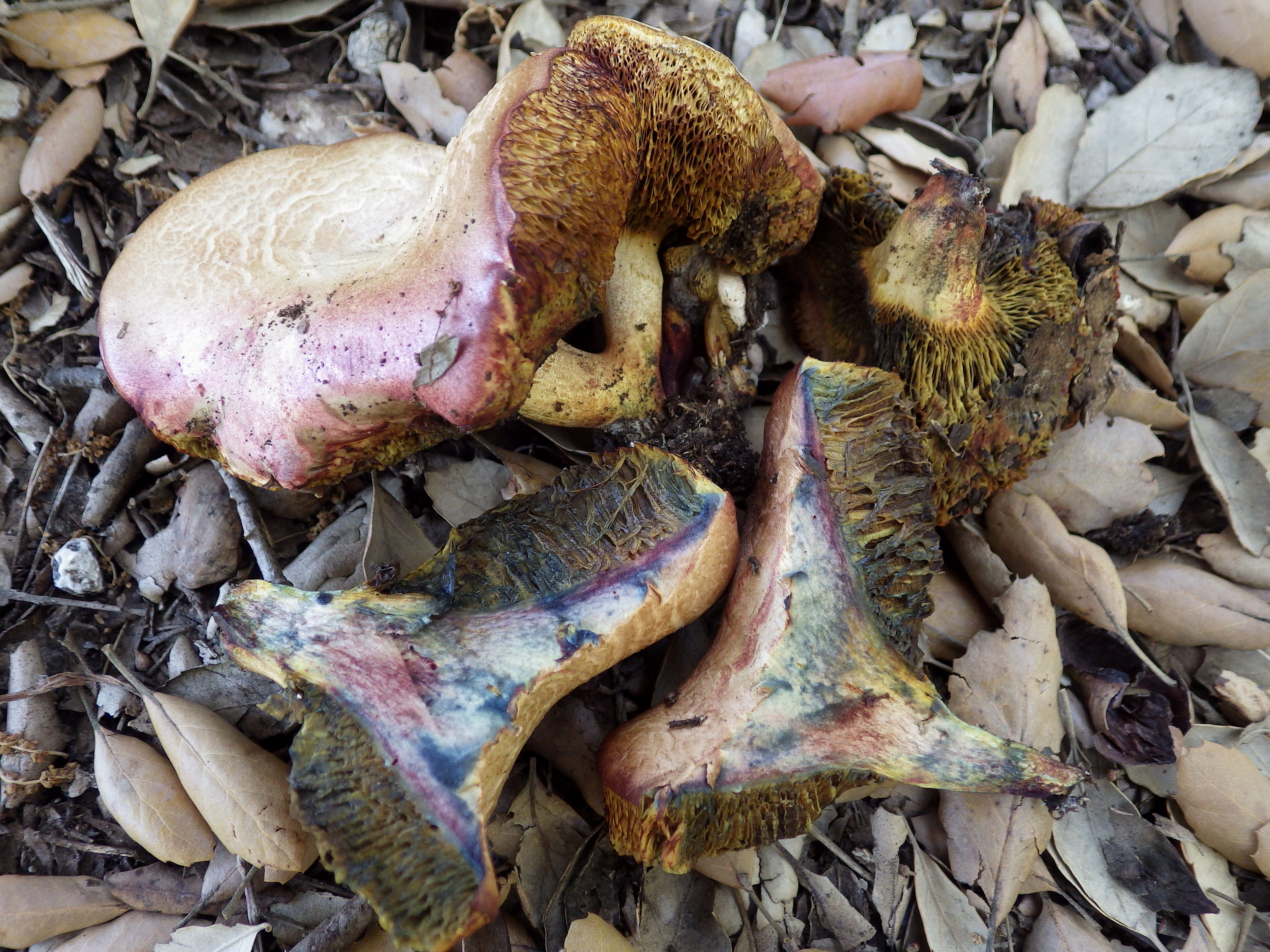
Köttet blånar intensivt i snittytor.
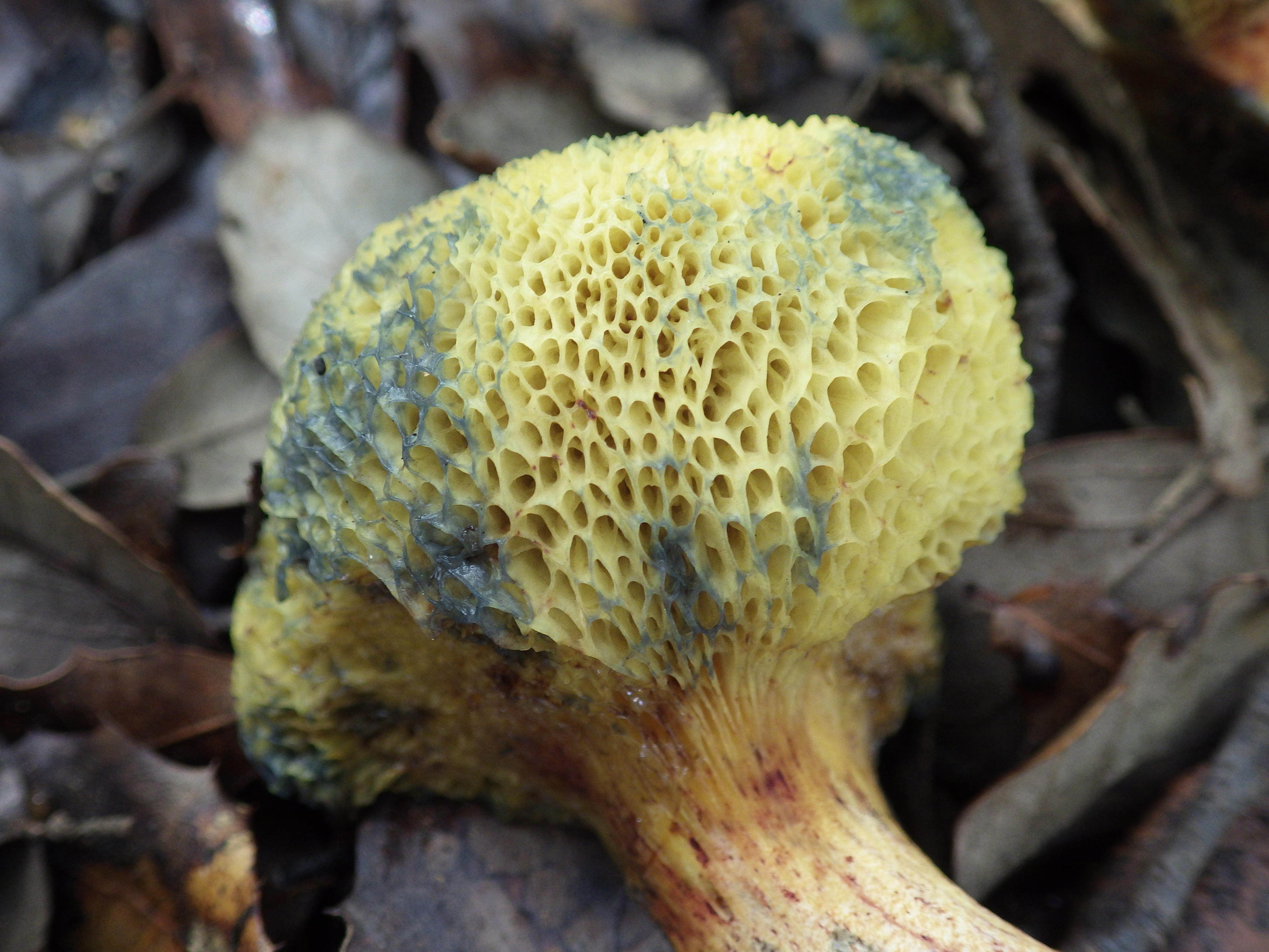
Gula porer som blånar efter beröring.

## Taxonomi
Pulchroboletus roseoalbidus beskrevs av Carlo Luciano Alessio och Giuseppe Littini som Xerocomus roseoalbidus 1987. År 2014  fördes den över som typart till det då nybesrivna monotypiska släktet Pulchroboletus av Giampaolo Simonini, Alfredo Vizzini, Enrico Ercole och Matteo Gelardi. Artnamnet betyder "rosa-vitaktig" från latin roseus ("rosa") och albidus ("vitaktig", från albus "vit").